# Jakob Bender
Jakob Bender (23 de março de 1910 - 8 de fevereiro de 1981) foi um futebolista alemão que competiu na Copa do Mundo de 1934.